# Le Verre d'eau
Pour plus de détails, voir Fiche technique et Distribution.
Le Verre d'eau (en russe : Стакан воды) est un téléfilm soviétique réalisé par Iouli Karassik d'après la pièce de théâtre d'Eugène Scribe et sorti en 1979.

## Fiche technique
- Titre du film : Le Verre d'eau
- Titre original : Стакан воды
- Réalisation : Iouli Karassik
- Scénario : Iouli Karassik d'après la pièce de théâtre d'Eugène Scribe
- Photographie : Vladimir Tchoukhnov
- Direction artistique : Boris Blank
- Son : Lia Benevolskaïa
- Costumes : Nadejda Bouzina
- Montage : Lioubov Filkina[1]
- Caméra : Boris Zoline
- Musique : Iouri Sergueïevitch Saoulski (ru)
- Production : Mosfilm
- Pays d'origine :  Union soviétique
- Langue originale : russe
- Durée : 128 minutes
- Sortie : 1979

## Distribution
- Kirill Lavrov : vicomte Bolingbroke
- Alla Demidova : duchesse de Marlborough
- Natalia Belokhvostikova : Anne de Grande-Bretagne
- Svetlana Smirnova : Abigail Churchill
- Pēteris Gaudiņš : lord Arthur Masham
- Igor Dmitriev : Jean-Baptiste Colbert de Torcy
- Juris Strenga : comte Stauerbaum, ambassadeur d' Autriche
- Aleksandr Vokatch : lord Devonshire
- Boris Blank : artiste